# ماريو ماسا
ماريو ماسا (بالإيطالية: Mario Massa)‏ (و. 1897 – 1973 م) هو مخرج أفلام، وكاتب سيناريو، وكاتب من إيطاليا، ومملكة إيطاليا، ولد في فودجا، توفي في روما، عن عمر يناهز 76 عاماً.

## وصلات خارجية
- ماريو ماسا على موقع IMDb (الإنجليزية)
- ماريو ماسا على موقع قاعدة بيانات الفيلم (الإنجليزية)
- ماريو ماسا على موقع كينوبويسك (الروسية)

- ماريو ماسا في قاعدة بيانات الأفلام على الإنترنت